# Albion (Waszyngton)
Albion – miasto w Stanach Zjednoczonych, w stanie Waszyngton, w hrabstwie Whitman.